# Nicotina (película)
Nicotina es una coproducción entre México, Argentina y España estrenada el 3 de octubre de 2003 y dirigida por Hugo Rodríguez. 
La película narra en tiempo real las peripecias de un hacker, un dúo de estafadores, un matrimonio de barberos, y otro matrimonio de farmacéuticos. Todos estos personajes se ven envueltos en una serie de sucesos conexos con desenlaces trágicos relacionados al tabaquismo.

## Argumento
La historia se ubica en la Ciudad de México. Un hacker llamado Lolo (Diego Luna) es requerido para un trabajo por dos estafadores: Tomson (Jesús Ochoa) y el Nene (Lucas Crespi), que planean vender datos confidenciales y claves de cuentas bancarias pertenecientes al Banco Cantonal de Zúrich, a cambio de veinte valiosos diamantes, a un grupo de criminales liderado por Svoboda (Norman Sotolongo), un misterioso contrabandista de nacionalidad rusa, acompañado por Andrei (Alexis Sánchez), otro contrabadista ruso.
Lolo hackea los complicados sistemas de seguridad del banco para conseguir las claves, y a su vez utiliza su tiempo libre para espiar a su vecina Andrea (Marta Belaustegui), a través de cámaras de seguridad que él mismo había instalado en su apartamento anteriormente sin que ella lo supiera. El enamoramiento de Lolo hacia Andrea asciende a obsesión, ya que a través de dichas cámaras vigila todos sus comportamientos, su cotidianeidad y sus conversaciones telefónicas. Lolo tiene registro de toda la vida de Andrea y posee una vasta cantidad de discos compactos y casetes con dicha información. 
Cuando Andrea recibe en su casa a Carlos (Eugenio Montessoro), con quien mantiene una relación por interés ya que él le ofrece un oportuno lugar en la orquesta filarmónica que dirige, Lolo se pone celoso e intenta interrumpir este encuentro interviniendo el teléfono de Andrea y reproduciendo mensajes de su buzón de voz, haciendo que Carlos se vaya. En ese momento Andrea puede oír desde su ventana hacia la vivienda de Lolo el mismo sonido de los mensajes que transmitía su teléfono, y logra darse cuenta de que ha sido espiada por su vecino. 
Lolo finalmente logra copiar los datos de las claves a un nuevo CD, pero Andrea logra infiltrarse en su departamento y enciende en llamas todo el material digital que él posee sobre ella (en el cual se encontraba también el CD que acaba de grabar para los criminales rusos), y vuelve a su piso sintiéndose totalmente afligida y humillada.
Mientras tanto, Tomson y Nene discuten sobre las probabilidades de muerte que poseen los fumadores de tabaco. Un rato después llegan al edificio donde vive Lolo y lo convencen de que vaya con ellos al encuentro con los criminales rusos, a lo que finalmente accede.
El trío llega al motel donde se hospedan los rusos y les entregan el CD. Cuando Andrei intenta chequear la veracidad del mismo, se topa con imágenes de Andrea. En ese momento los criminales rusos creen que han sido estafados, entretanto Tomson y Nene creen que el disco estaba siendo copiado por ellos, esto desata una violenta confusión que desemboca en una balacera. Andrei es asesinado y Svoboda logra escapar herido de bala y se escabulle en una barbería. Mientras que Nene también resultó herido y Tomson lo lleva a una farmacia local para que curen su herida.
En la farmacia se encuentra Clara (Carmen Madrid), quien tiene problemas con su matrimonio, ya que su esposo Beto (Daniel Gimenez Cacho) la maltrata bajo la excusa de que está dejando de fumar y tiene los nervios de punta, en parte por su torpeza, como también porque ella también fuma a escondidas. Clara, luego de que su marido se va a dormir, es abordada por los delincuentes obligándola a curar la herida de Nene, ella sin saber que hacer acepta tratando de curar bajo presión la herida de Nene pero llega su marido, con lo cual Nene debe esconderse. Beto habla con un policía amigo (quien le prestó una escopeta y le advirtió que había algunos hombres armados; refiriéndose a los estafadores) y cuando este se retira, Tomson se acerca a la farmacia para buscar a Nene, pero Beto se encuentra ahí y le dispara con la escopeta. Al darse cuenta de esto, Nene acribilla a Beto y sale de la farmacia para encontrarse con el cadáver de su amigo, y al no poder hacer algo al respecto, continúa buscando a Svoboda.
Mientras tanto en la barbería, atendida por Don Goyo (Rafael Inclán) y su esposa Carmen (Rosa María Bianchi). Un matrimonio también con tensión debido a sus problemas financieros, ella lo maltrata a él diciéndole que no hace nada para cambiar las cosas, obligandolo a llamar a su primo con changas. El responde siempre que los momentos son difíciles y que jamás aceptaría ayuda de su primo delincuente. En eso llega Svoboda que llama a una colega por teléfono y le cuenta que posee los diamantes intactos "en la panza" (se encontraban en el vientre de una muñeca de trapo que él llevaba consigo), y que se encuentra herido de bala. Mientras Goyo le corta el cabello, el criminal ruso amenaza a la pareja de barberos con un revólver a pelarlo por completo, pero al cabo de un rato muere desangrado en la peluquería. Carmen oyó atentamente la conversación telefónica que tuvo el ruso con su colega antes de morir, y se convence de que los diamantes realmente se encuentran en el estómago del criminal, matando a un policía amigo de Goyo quien había llegado de casualidad y también el miedo de este de abrirle la panza. Ella se enoja diciendo que tiene que hacer todo sola, con lo cual decide hacerle una incisión en el abdomen al cadáver de Svoboda para luego descubrir que no había absolutamente nada allí.
Nene destroza las puertas de la barbería y entra armado, encuentra la muñeca de trapo con los diamantes y se la lleva, pero Carmen atina a dispararle en la espalda y le ordena a Goyo que lo vaya a buscar y traiga los diamantes. Goyo, harto de los oprovios de su esposa, sigue a Nene pero solo consigue ver cómo este muere desangrado en la calle a causa del balazo propinado por Carmen. Pronto, Goyo se esconde mientras ve cómo Carmen es detenida por la policía en la barbería y logra escapar. 
Lolo se queda con los diamantes y vuelve a su departamento. Este enciende una jarra con agua, la cual resbala sobre el fuego de la hornilla hornalla y provoca una fuga de gas mientras sigue queriendo espiar a Andrea, pero esta tapa todas las cámaras. En venganza, este decide llamar a su otro amante, Diego, por lo que lo llama haciéndose pasar por el portero, y que ella necesita verlo, y se encuentra a Andrea en la cama con Carlos, causando gritos en ese departamento. Mientras Lolo ríe victorioso enciende un cigarrillo y muere instantáneamente por combustión espontánea, debido a la fuga de gas que había ocasionado y había tomado todo el departamento cerrado en el que estaba. 
Posteriormente se muestra una escena donde dos policías investigan el cuerpo de Nene y se oye una explosión, la cual sería la que se produjo en el piso de Lolo y concluye con una frase irónica de la hermosa esposa del farmacéutico, sobre el consumo de tabaco, mientras que Goyo, escondido, llama por un teléfono público al hermano de Carmen para avisarle que debe hacerse cargo de su hermana.

## Reparto
- Diego Luna, como Lolo.
- Lucas Crespi, como Nene.
- Jesús Ochoa, como Tomson.
- Rafael Inclán, como Goyo.
- Rosa María Bianchi, como Carmen.
- Norman Sotolongo, como Svoboda.
- Carmen Madrid, como Clara.
- Daniel Giménez Cacho, como Beto.
- Marta Belaustegui, como Andrea.
- José María Yazpik, como Joaquín.
- Martha Tenorio, como Eulogia.
- Eugenio Montessoro, como Carlos.

## Banda sonora

### Temas
1. Absynthe - Terrestre
2. Puedo Llegar a Tener [Somos lo Mismo] -  Andrea Echeverri y Julio Preciado
3. Fiebre - Diálogo: "Cáncer al Pulmón"
4. Calladita Se Ve Más Chula - Terrestre
5. Nena
6. Yiri Bon ("Yiri Yiri Bon") - Beny Moré,
7. Diálogo: "Breve y Bueno"
8. Broncota - Terrestre
9. Esta Tarde Vi Llover - Juan García Esquivel
10. Fiebre - César Costa
11. Diálogo: "Las Cosas Que Valen la Pena en la Vida"
12. Nico y Tina - Terrestre
13. MacAbron - Terrestre
14. Diálogo: "No Te Desconectes..."
15. Dos Hojas Sin Rumbo - Julio Preciado
16. Traigo Plomo - Terrestre
17. Chupo Faros - Terrestre
18. Diálogo: "!!!! Mira Como Me Pones... !!! "
19. Pero Te Extraño - José José
20. Nadie Es Perfecto - Mariano Osorio
21. Quiero Dormir Cansado - Emmanuel
22. Fiebre Fiebrecita [Redo Mix - Terrestre] - Instrumental
23. Diecinueve Balazos - Terrestre
24. Diálogo # 15: "Ya Ves?"
25. Luz Azul [Nicotina Mix] - Aterciopelados
26. Yiri Bon ("Yiri Yiri Bon") [Las Etiquetas Mix] - Beny Moré,
27. Luz Azul [Fase Mix] - Aterciopelados
28. Fiebre [Sweater en LA Playa Nava Mix] - César Costa